# Starbulls Rosenheim
Starbulls Rosenheim är en ishockeyklubb i Rosenheim, som bildades 1979 som efterträdare till gamla EV Rosenheim. Laget antog 1994 namnet Starbulls Rosenheim. Västtyska mästare blev man åren 1982, 1985 och 1989. Åren 1995-2000 spelade laget i DEL, men 2001 sålde man sin DEL-licens till Iserlohn Roosters. Hemmamatcherna spelas i Kathrein-Stadion.

### Fotnoter
1. ↑  ”Germany” (på engelska). AZ Hockey. Arkiverad från originalet den 3 mars 2016. https://web.archive.org/web/20160303193525/http://www.azhockey.com/champs/champsGermany.html. Läst 8 januari 2016.